# Alexander Strehmel
Alexander Strehmel (Münden, 7 febbraio 1967) è un allenatore di calcio ed ex calciatore tedesco, di ruolo difensore o centrocampista, tecnico dei Michigan Stars.

## Carriera
Con lo Stoccarda vinse un campionato di Germania. Con la nazionale tedesca occidentale Under-20 prese parte al mondiale di categoria, conquistando la medaglia d'argento.

## Palmarès

### Club

#### Competizioni nazionali
- Bundesliga: 1

Stoccarda: 1991-1992